# Storytime
"Storytime" é o vigésimo single da banda finlandesa de metal sinfônico Nightwish, que foi lançado como parte do álbum Imaginaerum em 9 de novembro de 2011 pela Nuclear Blast.
A canção foi tocada pela primeira vez na rádio finlandesa Radio Rock dois dias antes, na manhã de 7 de novembro de 2011. Seu videoclipe oficial mostra as gravações do filme de mesmo nome do álbum, Imaginaerum, que foi lançado pela banda em parceria com a Solar Films um ano depois em 2012.
O líder da banda, Tuomas Holopainen, disse que "Storytime" é a representação perfeita do disco como um todo, diferentes dos singles anteriores "Eva" ou "Amaranth" para com o álbum Dark Passion Play. "Storytime" estreou no topo das paradas finlandesas e também no Top 10 da britânica UK Rock Chart,  além de ter entrado em algumas outras paradas de países europeus.

## Composição
A letra da canção foi escrita baseada no clássico de Natal, The Snowman, de Raymond Briggs, com o compositor Tuomas Holopainen descrevendo o single como sua própria versão desse clássico, já que ele disse que não entende porque ninguém nunca fez uma regravação, decidindo fazer sua própria homenagem. A canção também possui referências a outros clássicos da literatura, cinema e personagens, como Peter Pan, de J. M. Barrie, e o conto Alice no País das Maravilhas, de Lewis Carroll, citando também Gaia, deusa da mitologia grega. Na versão para a trilha sonora do filme Imaginaerum, a canção foi renomeada para "Orphanage Airlines".
Tuomas também fez uma descrição fantasiosa da canção através do website oficial da banda, a resumindo da seguinte maneira:
| “ | Qual é a sensação de tomar um voo, à meia noite, ao lado de um boneco de neve através das mais maravilhosas paisagens? O sentido da nossa própria existência é criado a partir da imaginação, contos e histórias, isso é o alicerce da humanidade. | ” |

## Faixas
| N.º            | Título                            | Compositor(es)    | Duração |  |
| 1.             | "Storytime" (versão editada)      | Tuomas Holopainen | 3:59    |  |
| 2.             | "Storytime"                       | Holopainen        | 5:28    |  |
| 3.             | "Storytime" (versão instrumental) | Holopainen        | 5:28    |  |
| Duração total: | Duração total:                    | Duração total:    | 14:55   |  |

## Desempenho nas paradas
| País        | Parada (2011)           | Melhor posição |
| ----------- | ----------------------- | -------------- |
| Alemanha    | Media Control Charts    | 39             |
| Áustria     | Ö3 Austria Top 40       | 57             |
| Finlândia   | Suomen virallinen lista | 1              |
| Hungria     | Mahasz                  | 2              |
| Reino Unido | UK Rock Chart           | 5              |
| Suíça       | Schweizer Hitparade     | 31             |

## Créditos
A seguir estão listados os músicos e técnicos envolvidos na produção do single "Storytime":

### A banda
- Tuomas Holopainen – teclado
- Emppu Vuorinen – guitarra
- Jukka Nevalainen – bateria, percussão
- Marco Hietala – baixo, vocais
- Anette Olzon – vocais